# Сажино (Берёзовский район)
Сажино — село в Берёзовском районе Пермского края. Входит в состав Дубовского сельского поселения.
В Сажине (Сажинском) в 1864 году родился и в 1885—1887 годах служил в Михаило-Архангельской церкви Алексей Архангельский, в будущем священномученик.

## Географическое положение
Расположено к западу от райцентра, села Берёзовка.

## Население
| 2010 |
| ---- |
| 130  |

## Улицы
- Заозерная ул.
- Раздольный пер.
- Труда ул.

## Топографические карты
- Лист карты O-40-91 Усть-кишерть. Масштаб: 1 : 100 000. Состояние местности на 1980 год. Издание 1987 г.